# Une heure avant l'aube (film, 1920)
Pour le film de 1944, voir Une heure avant l'aube (film, 1944).
Pour plus de détails, voir Fiche technique et Distribution.
Une heure avant l’aube (One Hour Before Dawn) est un film muet américain réalisé par Henry King, sorti en 1920 aux États-Unis et en 1923 en France.

## Synopsis
Durant une réception dans la résidence des Copeland, l'hypnotiseur Norman Osgood exerce son art sur un des invités, Harrison Kirke. En se réveillant de sa transe, Kirke est tellement en colère qu'il menace Osgood. Ce dernier hypnotise alors secrètement George Clayton et lui suggère de tuer Kirke « une heure avant l'aube. » Le lendemain matin, Kirke est retrouvé assassiné et Clayton se souvient d'un terrible rêve dans lequel il aurait tué Kirke, ce qui le pousse à craindre d'avoir commis le meurtre pendant son sommeil. À l'arrivée de la police, l'attitude de Clayton le rend suspect mais, après quelques fausses pistes, le policier démasque finalement le vrai meurtrier comme étant Bob Manning, un vieil ennemi de Kirke.

## Fiche technique
- Titre original : One Hour Before Dawn
- Titre français : Une heure avant l’aube
- Réalisation : Henry King
- Scénario : Fred Myton, d'après le roman Behind Red Curtains de Mansfield Scott
- Photographie : Victor Milner
- Société de production : Jesse D. Hampton Productions
- Société de distribution : Pathé Exchange
- Pays d’origine :  États-Unis
- Langue : anglais
- Format : Noir et blanc - 35 mm - 1,37:1 - Muet
- Genre : drame
- Durée : 6 bobines
- Dates de sortie :
  - États-Unis : 1er août 1920
  - France : 17 août 1923

## Distribution

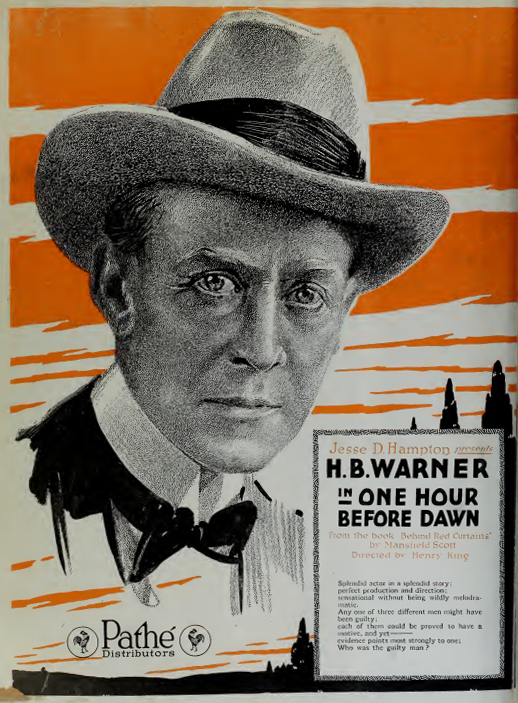
Publicité parue dans Film Daily en 1920

- H. B. Warner : George Clayton
- Anna Q. Nilsson : Ellen Aldrich
- Augustus Phillips : Bob Manning
- Frank Leigh : Norman Osgood
- Howard Davies : Harrison Kirk
- Adele Farrington : Mme Montague
- Lillian Rich : Dorothy
- Dorothy Hagan : Mme Copeland
- Tom Guise : Juge Copeland
- Ralph McCullough : Fred Aldrich
- Edmund Burns : Arthur
- Wilton Taylor : inspecteur Steele